# Souâd Guellouz
Souâd Guellouz, née le 30 décembre 1937 à l'Ariana et originaire de Metline, est une enseignante, romancière et poétesse tunisienne d'expression française.

## Biographie
Même si l'urbanisation croissante autour de Tunis a fait disparaître les jardins de sa ville natale, l'Ariana, où elle est née le 30 décembre 1937, cette cité reste réputée pour ces cultures. Les villageois extrayaient de l'essence de rose, ils fabriquaient de l'eau de rose et de l'eau de fleur d'oranger. Certains étaient également des pêcheurs. Issue d'une famille d'intellectuels, son père l'inscrit dans une école mixte française et l'encourage à mener des études. Elle perd sa mère à l'âge de onze ans. Licenciée en lettres françaises, elle enseigne le français à la sortie de ses études, de 1965 à 1980.
Elle se consacre également à l'écriture : elle écrit son premier roman à vingt ans à peine, La Vie simple, en 1957, mais il n'est publié que 18 ans plus tard, en 1975. Il évoque la transition de la vie rurale à la vie urbaine, mais aussi la condition des femmes. Ce roman marque les balbutiements du féminisme tunisien. La narratrice du récit fait vivre au lecteur ses désirs et les peurs, ses aspirations, ses résignations quelquefois, déchirée entre des valeurs occidentalisées et une certaine tradition de la société tunisienne,,,. En 1960 paraissent deux nouvelles, Demain le soleil se lèvera et El Guerbaji, ou l'éprouvant amour d'un Dieu, ainsi que la transcription en langue française d'une légende tunisienne, Le Prince du Ciel et de la Terre.
En 1982, elle publie Les Jardins du Nord, une autobiographie romancée lui permettant d'évoquer l'univers de son enfance, les années 1940 dans le nord de la Tunisie, et l'histoire de sa famille,,,. En 1997, Myriam, ou le rendez-vous de Beyrouth est un autre roman, avec là encore en partie une réflexion sur sa vie. « Myriam, c'est presque moi. Je dis presque parce que les exigences de l'écriture ont fait que parfois, j'ai extrapolé situations et traits de caractère », confie-t-elle. Enfin, en 2003, elle publie un recueil de poésie, Comme un arc-en-ciel.

## Principales publications
- La Vie simple, Tunis, Maison tunisienne de l'édition, 1975, 91 p.
- Les Jardins du Nord, Tunis, Salammbô, 1982, 197 p.
- Myriam, ou le rendez-vous de Beyrouth, Tunis, Sahar, 1998, 584 p.
- Comme un arc-en-ciel, Tunis, Arabesques, 2003, 105 p.